# Морозов Юрій Зіновійович
Морозов Юрій Зіновійович — радянський, український редактор, кінознавець. Кандидат мистецтвознавства (1990).

## Життєпис
Народ. 24 листопада 1947 р. в Києві. 
Закінчив Київський державний інститут театрального мистецтва ім. І. Карпенка-Карого (1971). 
Працював на Київській кіностудії ім. О. П. Довженка, з 1998 р. — на «Студії „1+1“».
Автор книжок: «Фильмы, друзья, годы» (М., 1982), «Диалоги о многосерийном телефильме» (К., 1986, у співавт. з М. Мащенком), «Еврейские кинематографисты в Украине: 1917—1945» (К., 2004, у співавт. з Т. Дерев'янко).
Член Національної Спілки кінематографістів України.

## Фільмографія
Редактор фільмів:
- «Юркові світанки» (1974, т/ф, 4 с)
- «Каштанка» (1975)
- «Ральфе, здрастуй!» (1975, кіноальманах)
- «Перед екзаменом» (1977, т/ф)
- «Без року тиждень» (1982)
- «Знайди свій дім» (1982, т/ф)
- «Володчине життя» (1984, т/ф, 2 с)
- «Розсмішіть клоуна» (1984)
- «Тепло студеної землі» (1984, т/ф, 2 а)
- «Все перемагає любов» (1987)
- «Передай далі...» (1988, у співавт.)
- «Галявина казок» (1988)
- «Мої люди» (1990, т/ф, 2 а)
- «Повернення в Зурбаган» (1990, т/ф)
- «Це ми, Господи!..» (1990, т/ф)
- «Дамський кравець» (1990)
- «Із житія Остапа Вишні» (1991, т/ф)
- «Останній бункер» (1991)
- «Оберіг» (1991)
- «Вінчання зі смертю» (1992)
- «Мелодрама із замахом на вбивство» (1992) та ін.